# احمد بن اسد
احمد بن اسد یکی از حکام سامانیان در سمرقند و فرغانه بود. وی بر قسمت‌هایی از خراسان و خوارزم نیز مسلط بود.
در سال ۸۱۹ میلادی، فرمانروایی و حاکمیت شهر فرغانه توسط فرماندار خراسان، غسان بن عباد از طرف خلیفه مأمون، به‌عنوان پاداشی برای پشتیبانی از آنان در برابر شورش رافع بن لیث اعطا شد. به‌دنبال درگذشت برادرش نوح، که در سمرقند فرمانروایی می‌نمود، احمد و برادر دیگرش یحیی توسط عبدالله، فرماندار خراسان به حاکمیت آن شهر گمارده شدند. قدرت یحیی به‌طور قابل ملاحظه‌ای متعاقباً توسط احمد کاهش یافت، و او به‌عنوان حاکمی بدون قدرت تا زمان مرگش یعنی سال ۸۵۵ میلادی فرمانروایی می‌نمود. نسل یحیی در آینده توسط نسل احمد جایگزین شد. به‌هنگام مرگ احمد در سال ۸۶۴/۸۶۵ میلادی، او بر اکثریت مناطق فرارود، بخارا و خوارزم حکم می‌راند. حاکمیت سمرقند به یکی از پسرانش، نصر یکم و حاکمیت چاچ به پسر دیگر، یعقوب رسید.